# Bataille de l'Èbre (217 av. J.-C.)
Cet article concerne la bataille de la deuxième guerre punique. Pour la bataille de la Guerre civile espagnole, voir Bataille de l'Èbre. Pour les autres significations, voir Èbre (homonymie).
Deuxième guerre punique
Batailles
219 av. J.-C. : Sagonte
218 av. J.-C. : Rhône, Cissa, Tessin, La Trébie
217 av. J.-C. : Victumulae, Plaisance, Èbre, Lac Trasimène, Geronium
216 av. J.-C. : Cannes, Selva Litana, Nola (1re)
215 av. J.-C. : Cornus, Dertosa, Nola (2e)
214 av. J.-C. : Nola (3e) 
 213 av. J.-C. : Syracuse
212 av. J.-C. : Capoue (1re), Silarus, Herdonia(1re)
 211 av. J.-C. : Bétis, Capoue (2e)
210 av. J.-C. : Herdonia (2e), Numistro
209 av. J.-C. : Asculum, Carthagène
208 av. J.-C. : Baecula
207 av. J.-C. : Grumentum, Métaure
206 av. J.-C. : Ilipa, Carthagène (2e) (ca)
204 av. J.-C. : Crotone
203 av. J.-C. : Utique, Grandes Plaines
202 av. J.-C. : Zama
La bataille de l'Èbre voit s'affronter, au début de la deuxième guerre punique, en 217 av. J.-C., une flotte romaine de cinquante-cinq navires commandée par Cnaeus Cornelius Scipio Calvus et une flotte carthaginoise d'environ quarante navires, à l'embouchure de l'Èbre.

## Histoire
Après l'arrivée des forces romaines à Emporiae et la victoire de la bataille de Cissé, Hasdrubal Barca passe l'hiver à préparer une flotte de guerre sous les ordres d'Himilcon, mais Cnaeus Scipion va le devancer en attaquant la flotte punique à l'embouchure de l'Èbre. Selon Polybe et Tite-Live, Cnaeus Scipion décide de faire avancer toute son armée terrestre et navale contre les Puniques, mais il se rend compte qu’il n’a pas la puissance terrestre ; il fait donc le choix de concentrer ses forces sur mer afin que les Carthaginois ne puissent couper le circuit maritime romain entre Emporion, Marseille et Rome et / ou ravitailler Hannibal dans son avancée vers l’Italie. Polybe décrit l'aide non-négligeable des Massaliotes. (Histoire III, 95-96) : 
« Scipion équipa trente-cinq navires, à bord desquels il fit embarquer comme soldats de marine les meilleurs éléments de son armée, puis, ayant quitté Tarracon, arriva le lendemain devant l’Èbre. Il fit mouiller sa flotte à quelque quatre-vingts stades de celle de l’ennemi et envoya en éclaireurs deux croiseurs rapides de Massalia, car les navires de cette cité, toujours en avant- garde et les premiers au danger, étaient prêts à s’acquitter de n’importe quelle mission. Les Massaliotes étaient pour les Romains des associés valeureux entre tous ; ils devaient le prouver souvent encore par la suite, mais cela apparut surtout au cours de la guerre d’Hannibal. Ayant donc appris par ces deux croiseurs que la flotte carthaginoise était ancrée à l’embouchure du fleuve, Scipion s’empressa d’appareiller pour lancer contre elle une attaque brusquée. » (trad. D. Roussel, Paris, Gallimard, Coll. Bibliothèque de la Pléiade n° 219, 1970)
Ainsi que Tite-Live (Histoire Romaine XXII, 19) :
« Scipion embarque l'élite de ses soldats, et c'est avec une flotte de trente-cinq navires qu'il va au-devant de l'ennemi. Un jour après son départ de Tarragone, il arrive à un mouillage situé à dix mille pas de l'embouchure de l'Èbre. Deux navires de Massalia, envoyés de là en éclaireurs, rapportèrent la nouvelle que la flotte carthaginoise était à l'embouchure du fleuve, et le camp installé sur la rive. Pour écraser les ennemis par surprise, et avant qu'ils soient sur leurs gardes, en les frappant tous à la fois de terreur, Scipion, levant l'ancre, s'avance contre eux. » (trad. E. Lasserre, Paris, Garnier, 1937). 
Selon les deux auteurs, les Romains l’emportèrent. Mais Sosylos, historien pro-carthaginois et témoin du combat, est le seul à donner une version détaillée de l’engagement naval et de l’implication des Massaliotes :
«Tous les navires avaient combattu vaillamment, mais surtout, de beaucoup, ceux des Massaliotes, car ils avaient commencé les premiers, et furent pour les Romains les auteurs de tout le succès. Leurs chefs rendirent par leurs exhortations les autres plus courageux, eux-mêmes allèrent contre l’ennemi avec une intrépidité supérieure. La défaite des Carthaginois fut doublement grande parce que les Massaliotes connaissaient leur tactique particulière. Les Phéniciens avaient en effet l’habitude, une fois rangés en bataille devant les vaisseaux ennemis qui leur présentaient la proue, de voguer comme s’ils voulaient les éperonner, mais de ne pas en venir au choc, de passer entre eux, de virer, puis d’aller contre ces vaisseaux qui se trouvaient alors de flanc devant eux. Mais les Massaliotes, qui auparavant avaient fait l’expérience d’une manœuvre employée pour la première fois, disait-on, à la bataille de l’Artémision par Hérakleidès de Mylasa, supérieur en habileté à ses contemporains, donnèrent l’ordre de ranger les vaisseaux d’avant sur un rang en face de l’ennemi, et de placer les autres en réserve à une distance calculée, afin que, dès que la première ligne aurait été dépassée par l’ennemi sans avoir jusque-là bougé de leur place, ils attaquassent les vaisseaux ennemis au moment propice, tandis que ceux-ci chercheraient encore à approcher les leurs. Ainsi avait fait autrefois cet Hérakleidès, devenu ainsi l’auteur de la victoire. Maintenant donc les Massaliotes, comme je l’ai dit, se donnèrent tout entiers au souvenir de leurs anciens exploits. » (trad. F. Jacoby, 1958)
C'est une victoire romaine et massaliote qui se solde par la capture de vingt-cinq vaisseaux de guerre. Cnaeus Scipion capture dans la foulée les îles Baléares et obtient des renforts composés d'une légion romaine élargie (environ 8 000 soldats) et l'arrivée de son frère Publius avec le titre de proconsul accompagné de vingt-cinq navires supplémentaires,,. À l'automne, les deux frères Scipion et l'armée romaine passent l'Èbre au moment où Hasdrubal et ses Carthaginois combattent les Celtibères, mettent le siège devant Sagonte et la reprennent aux Puniques. C'est le début de contestation de la présence carthaginoise en Ibérie.